# Azanus isis
Azanus isis is een vlinder uit de familie van de Lycaenidae. De wetenschappelijke naam van de soort is voor het eerst gepubliceerd in 1773 door Dru Drury.

## Verspreiding
De soort komt voor in Senegal, Guinea-Bissau, Guinee, Sierra Leone, Liberia, Ivoorkust, Ghana, Togo, Benin, Nigeria, Kameroen, Gabon, Congo-Brazzaville, Congo-Kinshasa, Ethiopië, Oeganda, Noordwest-Tanzania, Angola en Zambia.

## Habitat
Het habitat bestaat uit bosranden, kapvlakten, beboste gebieden en vochtige savannen.

## Waardplanten
De rups leeft op Dichrostachys cinerea.